# Clàudia Malagelada
Clàudia Malagelada (Sant Feliu de Llobregat, 2007) es una actriz y bailarina española,conocida por su papel de coprotagonista en la película Creatura, dirigida por Elena Martin y Gimeno y estrenada el 8 de septiembre de 2023. 
Estudia en el Conservatorio Profesional de Danza del Instituto del Teatro de Barcelona  y descubrió el casting de Creatura a través de Instagram. 

## Premios
El 4 de enero de 2024 ganó el Premio Gaudí 2024 Mejor interpretación revelación, por Creatura. 